# Ларсен, Вигго
Вигго Ларсен (дат. Viggo Larsen, 14 августа 1880 — 6 января 1957) — датский актёр, кинорежиссёр и кинопродюсер. Один из пионеров немого кинематографа в Дании.

## Биография
В начале 1900-х годов Ларсен был одним из ведущих актёров и режиссёров кинокомпании «Nordisk Film». За время своей творческой карьеры с 1906 по 1942 год он снялся в 140 фильмах и, как режиссёр, с 1906 по 1921 год поставил 235 ленты в Дании и в Германии.